# ناریتا اینترنشنال
ناریتا اینترنشنال (انگلیسی: Narita International) شرکت دولتی ترابری ژاپنی است، که در سال ۲۰۰۴ تأسیس شد.